# Université de sciences appliquées de Fulda
L'université de sciences appliquées de Fulda (le nom international est Hochschule Fulda - University of Applied Sciences) est une université allemande située à Fulda dans le Land de Hesse, fondée en 1974 et comptant 5 400 étudiants.

## Universités partenaires
Universités partenaires de l'unité AI:
- Université d'État de San Francisco, Californie, États-Unis
- Université de Boston, Massachusetts, États-Unis

Universités partenaires de l'unité OE:
- Université d'État de Kuban, Moscou, Russie
- Académie de médecine, Krasnodar, Russie
- Académie d'agriculture, Poznań, Pologne
- Université nationale de Séoul, Corée du Sud

Universités partenaires de l'unité LT:
- Université de sciences appliquées de Zurich, Suisse
- Université de sciences technique de Seinäjoki, Finlande
- Université de sciences gastronomique de Pollenzo-Bra, Italien

Universités partenaires de l'unité W:
- Université d'État de Californie, San Bernardino, États-Unis
- Université de Virginie-Occidentale, Virginie-Occidentale, États-Unis
- Université de Pfeiffer, États-Unis

Autres universités partenaires:
- Université de Sunshine Coast, Maroochidor, Australie
- German-Jordanian University (université germano-jordanienne), Amman, Jordanie
- Université Sungkyunkwan, Seoul, Corée du Sud
- Université privée d'Antenor Orrego, Trujillo, Pérou
- Université industrielle d'État de Moscou, Sergiev Posad, Russie
- Université de Wisconsin-Stevens Point, Wisconsin, États-Unis